# Torre de los Perdigones (Sevilla)

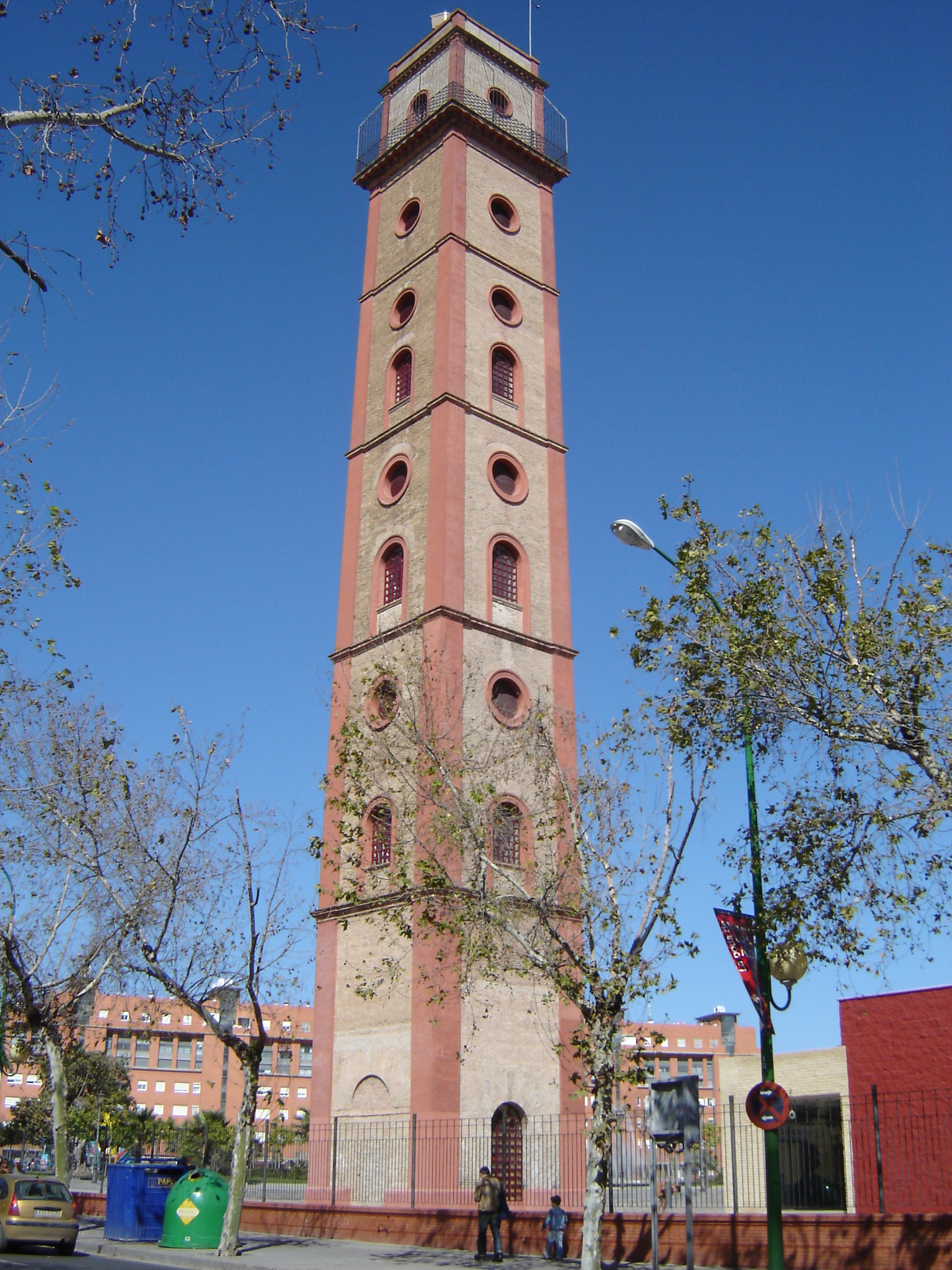
Torre de los Perdigones.

La torre de los Perdigones es una torre que formaba parte de la antigua fábrica de "San Francisco de Paula", conocida popularmente como "Fábrica de Perdigones", ubicada en la calle Resolana, en el barrio de San Gil de Sevilla junto al Puente de la Barqueta, principal acceso a la Expo'92.

## Descripción
Como bien indica su nombre, la fábrica era una fundición más de las muchas que existían en la ciudad y estaba dedicada de pleno a la fabricación de perdigones (tarea que se ejercía en la torre), balas y zinc en plancha, de donde posteriormente salían las bañeras de zinc (famosas en su época), era propiedad de Manuel de Mata y Muñoz y fue creada allá por el año 1885.
La fabricación de perdigones se ejecutaba de la siguiente manera: una vez subido el principal material, el plomo, se fundía en un horno, con unos grandes cucharones se echaba en cribas de distintos calibres (de perdigones), las ventanas dejaban entrar el aire cuya corriente hacía el resto, por efecto de la gravedad los perdigones caían como lluvia.
En fechas cercanas a la Expo'92 se restauró gracias a unos famosos almacenes que subvencionaron la obra y en agosto de 2005 fue nuevamente restaurada gracias al Ayuntamiento.
Los alrededores de la torre durante bastante tiempo anteriores a la Expo'92 ejercieron de asentamiento chabolista llegando a existir hasta el año 2001, después de la restauración fueron reconvertidos en espacios ajardinados con una gran fuente y lo acondicionaron para ubicar edificios de oficinas, viviendas y enseñanza, como la Facultad de Odontología de la Universidad de Sevilla.
Fue inaugurada como "Cámara oscura" el 28 de marzo de 2007, siendo un nuevo atractivo turístico permitiendo ver la ciudad desde una altura de 45 metros, casi la mitad de la Giralda, esta es la principal atracción de esta torre. Proyecta una imagen viva y en movimiento de lo que está ocurriendo en ese mismo instante en el exterior. En ella se podrán contemplar monumentos, iglesias, el río Guadalquivir e incluso el aeropuerto.
La cámara oscura es un instrumento óptico capaz de obtener la proyección plana de una imagen. Consta de una pantalla blanca, un espejo y unas lentes de aumento. El espejo y las lentes están al final de un tubo situado encima de la pantalla a modo de periscopio. La luz entra a través de una ventana, incide sobre el espejo, y pasa por las lentes haciendo que la imagen se refleje en la pantalla. El resultado es como ver una fotografía en movimiento.